# Neighbors (2014)
Neighbors (prt: Má Vizinhança; bra: Vizinhos) é um filme de comédia de 2014, realizado por Nicholas Stoller e escrito por Andrew Cohen e Brendan O’Brien. Com Seth Rogen, Zac Efron, Rose Byrne, Dave Franco e Christopher Mintz-Plasse nos principais papéis.
O filme estreou em Portugal no dia 8 de maio de 2014, liderando nesse mesmo fim de semana com 25 747 espectadores.

## Sinopse
Mac e Kelly, que acabaram de ser pais, vivem num bairro tranquilo até a casa ao lado transforma-se numa república de estudantes. O casal está decidido a enfrentar tudo o que for preciso para trazer a paz de volta ao bairro.

## Elenco
- Estúdio: Delart (RJ)
- Mídia: Cinema / DVD / Blu-ray / TV Paga
- Direção: Pádua Moreira
- Tradução: Mário Menezes
- Figurino: João Victor Verissimo

| Personagem              | Ator / Atriz             | Dublador(a)       |
| ----------------------- | ------------------------ | ----------------- |
| Mac Radner              | Seth Rogen               | Guilherme Briggs  |
| Kelly Radner            | Rose Byrne               | Adriana Torres    |
| Teddy Sanders           | Zac Efron                | Sérgio Cantú      |
| Pete Regazolli          | Dave Franco              | Andreas Avancini  |
| Jimmy Blevins           | Ike Barinholtz           | Renan Freitas     |
| Garf                    | Jerrod Carmichael        | Rodrigo Antas     |
| Scoonie                 | Christopher Mintz-Plasse | Charles Emmanuel  |
| Brooke                  | Halston Sage             | Érika Menezes     |
| Assjuice                | Craig Roberts            | Gustavo Nader     |
| Paula Faldt             | Carla Gallo              | Iara Riça         |
| Oficial Watkins         | Hannibal Buress          | Duda Ribeiro      |
| Brittany                | Kira Sternbach           | Luisa Palomanes   |
| Whitney                 | Ali Cobrin               | Jullie            |
| Reitora Carol Gladstone | Lisa Kudrow              | Sylvia Salustti   |
| Bill Wazowkowski        | Brian Huskey             | Hércules Fernando |
| Dr. Theodorakis         | Jason Mantzoukas         | Manolo Rey        |

## Recepção
Neighbors teve recepção geralmente favorável por parte da crítica especializada. Com base em 45 avaliações profissionais, alcançou uma pontuação de 68% no Metacritic. Em avaliações favoráveis, do Arizona Republic, Bill Goodykoontz disse: "Neighbors não é a comédia atrevida e clássica que quer ser, mas certamente não é por falta de tentativa. E quando é engraçada, é muito engraçada. Apenas não tão frequentemente como se poderia esperar."
Do The New York Times, A.O. Scott: "Neighbors não é um grande filme e realmente não aspira ser. É mais um relatório de status na corrente principal da comédia do cinema americano, operando em um ponto ideal entre o amistoso e o desagradável e não se esforçando para ser ousado, ofensivo ou mesmo especialmente original. Ele sabe como se divertir. Como muita gente grande."
The Dissolver, Genevieve Koski: "Embora seja ocasionalmente de mau gosto, é um filme com um ponto envolvente do começo ao fim, graças às performances dos atores e direção inteligente."
The A.V. Club, A.A. Dowd: "O problema é que Neighbors raramente explora sua guerra geracional de atrito para grandes risadas ou verdadeiro entendimento profundo. E apesar de um par de gags pueris, muitas vezes se sente domesticado (e cansado), como seus personagens principais."